# Stalltjønne
Der Stalltjønne ist ein Gebirgssee in der norwegischen Gemeinde Skjåk in der Provinz Innlandet.
Der See liegt südwestlich des Orts Grotli in einer Höhe von 909 Metern im Skandinavischen Gebirge. Nordöstlich des Sees trifft die bei Touristen beliebte Gebirgsstraße Gamle Strynefjellsvegen von Süden auf den Riksvei 15. Der annähernd dreieckige See hat eine Länge von etwa 180 Metern bei einer Breite von bis zu 110 Meter. Etwas westlich des Stalltjønne liegt der deutlich größere See Breiddalsvatnet.